# .ke
A .ke Kenya internetes legfelső szintű tartomány kódja, melyet 1993-ban hoztak létre.

## Második szintű tartománykódok
- co.ke – kereskedelmi szervezeteknek.
- or.ke – nonprofit szervezeteknek.
- ne.ke – internetszolgáltatóknak.
- go.ke – kormányzati szervezeteknek.
- ac.ke – felsőoktatási intézményeknek.
- sc.ke – általános- és középiskoláknak.